# Gianni Cosetti
Gianni Cosetti (Villa Santina, 12 maggio 1939 – Tolmezzo, 20 febbraio 2001) è stato un imprenditore e cuoco italiano.

## Biografia
Dopo aver fatto l'apprendista nell'albergo “Val Pesarina” gestito dal padre Sardo fra le montagne di Pesariis, nel 1953 frequenta la scuola alberghiera di Arta Terme. Prima di lasciare il Friuli per Roma dove assieme alla sua famiglia gestirà la mensa aziendale e il bar del Quirinale (1958-1964), aiuta per un paio di anni i genitori nella conduzione dell'albergo Morgenleit di Sauris. Nel 1964 rientra in Carnia dove rileva la trattoria Cooperativa di Tolmezzo che gestisce fino al 1968. L'anno seguente inizia l'avventura del “mitico Roma” di piazza XX Settembre. Gli anni ottanta e novanta sono quelli del successo, scrivono di lui i più importanti nomi del giornalismo enogastronomico, il suo ristorante è frequentato da vip e intellettuali, da tutto il mondo arrivano intenditori della buona tavola per gustare le sue creazioni originali ma fortemente legate ai valori del territorio. Per Luigi Veronelli, i menù del «Roma sono immensi, inarrivabili, superiori» e Cosetti è «il cuoco più moderno che l'Italia abbia mai avuto, perché ha intuito primo fra tutti il valore assoluto delle sue erbe, dei suoi funghi, dei prodotti delle sue malghe». Nel 1991, il suo locale viene insignito della stella Michelin guadagnando prestigio a livello internazionale. Nel 1995 pubblica "Vecchia e nuova cucina di Carnia", l'opera che riassume quarantacinque anni di sperimentazione intrecciata alla tradizione, omaggiando la sua terra natia. Verso la fine degli anni novanta, quando il “Roma” chiude per ristrutturazione, Gianni continua a cucinare per il “Risit d'aur” dei Nonino e ad insegnare la sua arte a giovani promesse dei fornelli. Nel 2000 dovette abbandonare in via definitiva la propria attività a causa di una malattia; tuttavia, rimase presente nell'ambiente ove ideò un concorso per giovani cuochi. Agli inizi del 2001 le sue precarie condizioni di salute si aggravano e il 20 febbraio, all'ospedale di Tolmezzo, si spegne accanto alle tre figlie Gabriella, Anna e Silvia.